# 蓬潘
蓬潘（法語：Pontpoint，法語發音：[pɔ̃pwɛ̃]）是法国瓦兹省的一个市镇，属于桑利斯区。

## 地理
蓬潘（49°18'5"N, 2°38'25"E）面积19.11 平方千米，位于法国上法蘭西大區瓦兹省，该省份为法国北部内陆省份，北起索姆省，西接厄尔省和滨海塞纳省，南至塞纳-马恩省和瓦兹河谷省，东临埃纳省。
与蓬潘接壤的市镇（或旧市镇、城区）包括：乌当库尔、隆格伊圣玛丽、蓬圣马克桑斯、吕伊、罗贝瓦勒、韦尔伯里新城、维莱圣弗朗堡-奥尼翁。

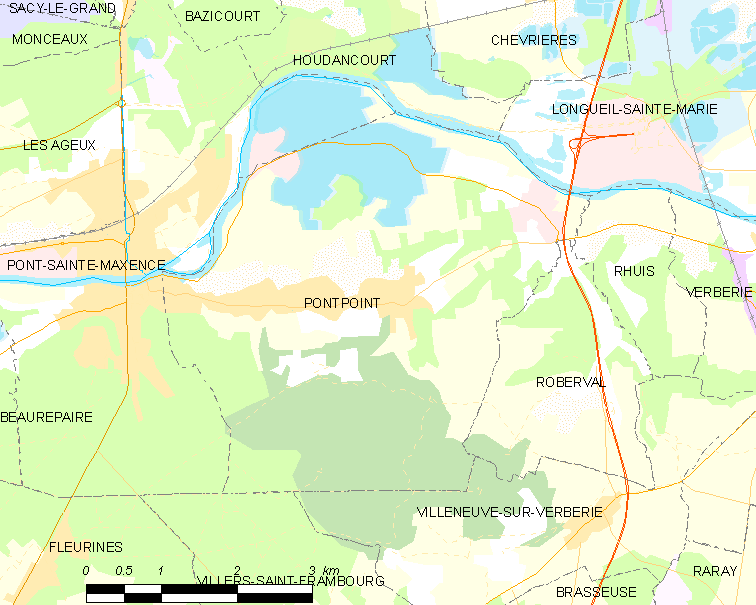
蓬潘的OSM定位图

蓬潘的时区为UTC+01:00、UTC+02:00（夏令时）。

## 行政
蓬潘的邮政编码为60700，INSEE市镇编码为60508。

## 政治
蓬潘所属的省级选区为蓬圣马克桑斯县。

## 人口

1962-2008年间蓬潘人口变化图示

蓬潘于2022年1月1日时的人口数量为3279人。